# Крістоффер Клаессон
Крістоффер-Аугуст Сундквіст Клаессон (норв. Kristoffer-August Sundquist Klaesson, нар. 27 листопада 2000, Осло, Норвегія) — норвезький футболіст, воротар польського клубу «Ракув».

## Ігрова кар'єра

### Клубна
Крістоффер Клаессон є вихованцем столичного клубу «Волеренга», з яким він у 2016 році підписав свій перший професійний контракт. 30 червня 2019 року воротар зіграв першу гру в основі у матчі чемпіонату Норвегії. Паралельно з цим він грав у дублюючому складі «Волеренги».
Влітку 2021 року Клаессон перейшов до англійського «Лідс Юнайтед», підписавши з клубом контракт на чотири роки. Його дебют у англійській Прем'єр-лізі відбувся 18 березня 2022 року, коли він вийшов на заміну замість основного воротаря, який зазнав травми. Але за три сезони в команді Клаессон провів лише три матчі й у липні 2024 року залишив Англію та приєднався до польського «Ракува», з яким підписав контракт на три роки.

### Збірна
З 2015 року Крістоффер Клаессон пройшов усі вікові категорії юнацьких збірних Норвегії. Також він провів сімнадцять матчів у молодіжній збірній Норвегії.